# Vehículo de socorro y asistencia a víctimas

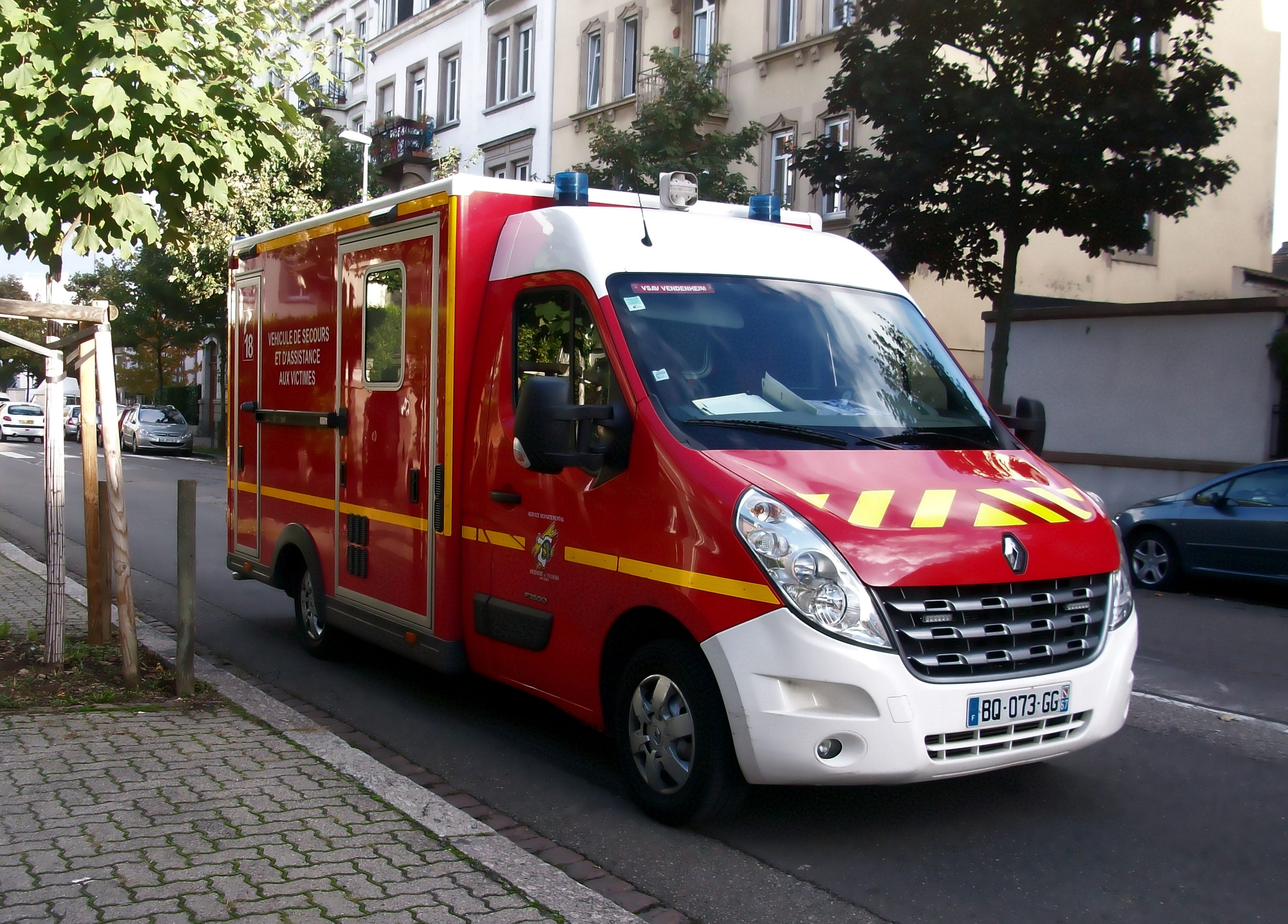
VSAV en Estrasburgo

Un vehículo de socorro y asistencia a víctimas (véhicule de secours et d'assistance aux victimes en francés), conocido en Francia por las siglas VSAV, es un vehículo utilizado por los cuerpos de bomberos franceses, reservado a la prestación de primeros auxilios.

## Uso
Estos vehículos no son una ambulancia en el sentido jurídico y estricto del término, porque no es un vehículo utilizado generalmente para el transporte sanitario sino solamente para la prestación de asistencia médica de urgencia a una víctima. Está pensado para llevar el personal de bomberos formado en primeros auxilios, y el material adecuado, allí donde se requiera. El traslado hacia un centro hospitalario solamente es la consecuencia lógica de la atención sanitaria urgente siempre y cuando sea requerido por el estado y condición de la persona asistida.

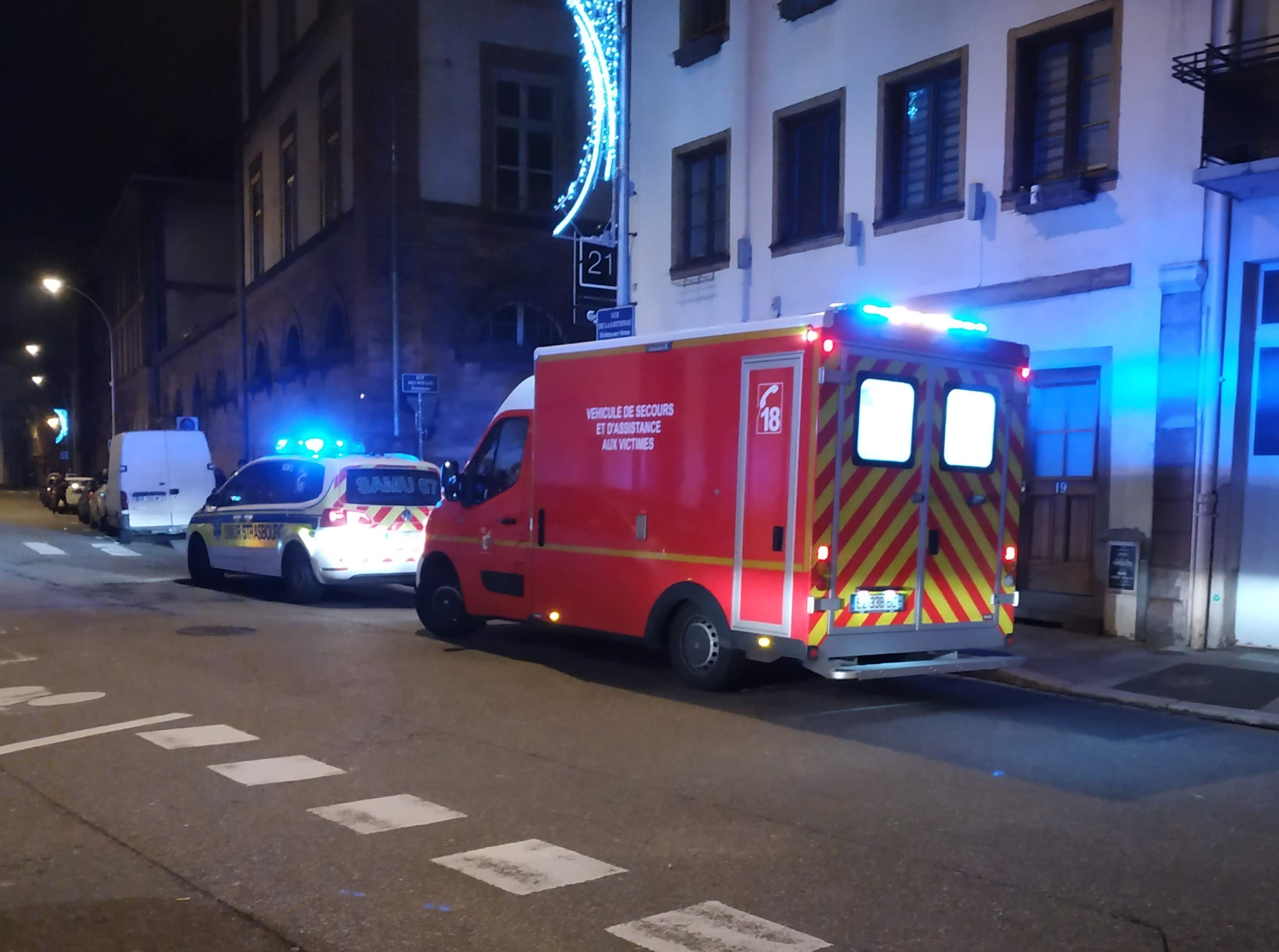
Intervención conjunta de VSAV de los bomberos y vehículo del SMUR en Estrasburgo

El VSAV es un vehículo de urgencia que interviene para misiones de primeros auxilios. Interviene generalmente para enfermedades, personas heridas, accidentes de tráfico, paradas cardiorespiratorias, etc. Es decir, realiza sus funciones de auxilio en todo tipo de situaciones. 
Al pertenecer a los cuerpos de bomberos franceses, bien a los servicios departamentales de incendios y socorro (SDIS en francés) o bien a la BSPP o los Bomberos Marines de Marsella, está coordinado por Centra de Tratamiento de Alertas (CTA) de estos cuerpos. Si la intervención a la que acuden implica una urgencia que necesita ya una actuación médica, el jefe del VSAV solicitará:
- O bien, un equipo del Servicio Móvil de Urgencia y Reanimación (SMUR en francés).
- O bien, un equipo del Servicio de Salud y Socorro Médico (SSSM en francés) del propio cuerpo de bomberos.[1]

La mayoría de servicios departamentales de bomberos cuentan, aparte de con bomberos con formación específica en primera intervención sanitaria, con médicos y enfermeros de las unidades SSSM, que prestan auxilio cuando la situación de las víctimas empeora hasta necesitar una asistencia médica urgente.

## Funciones

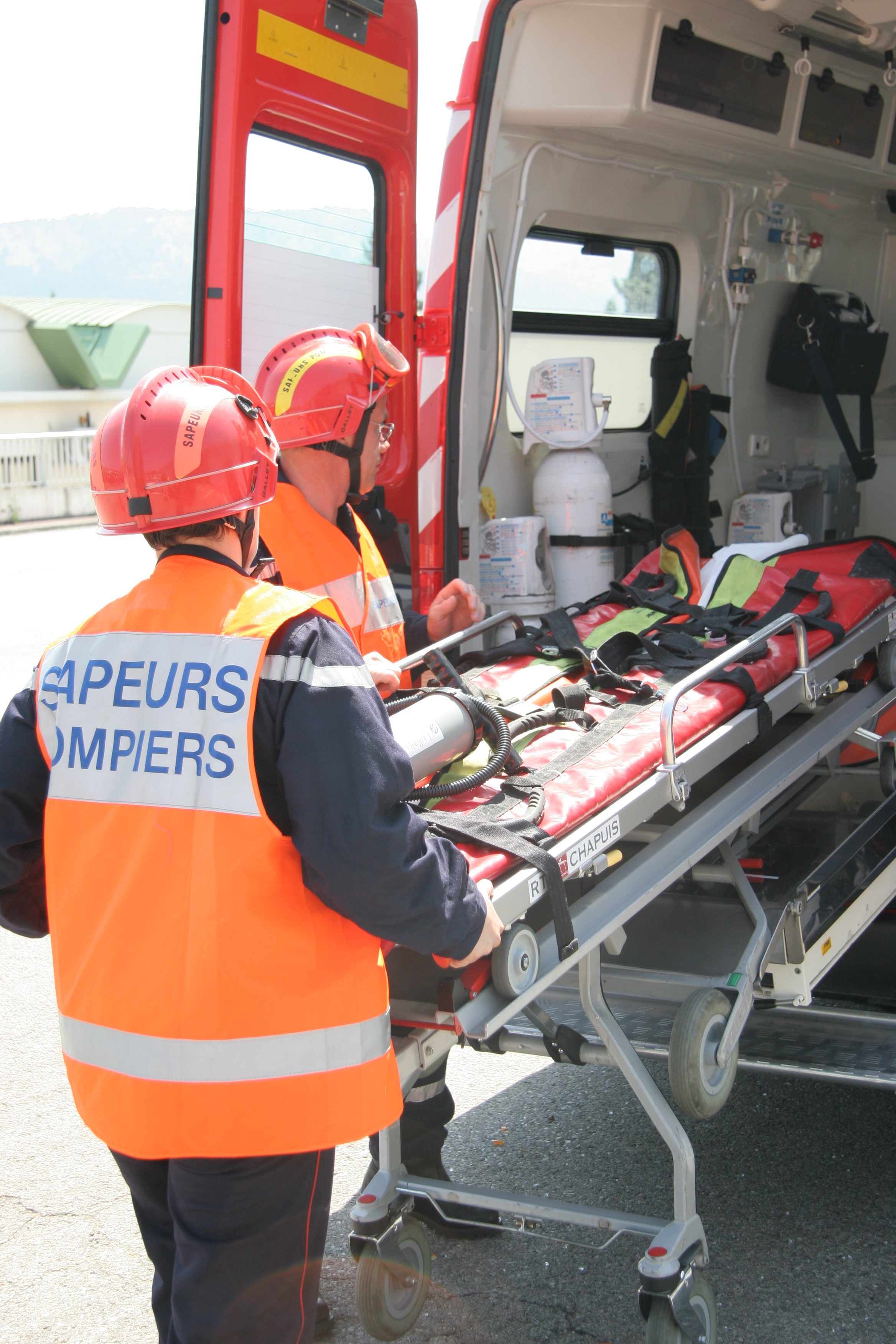
Bomberos de unidad VSAV extrayendo camilla

Estos vehículos pueden realizar funciones de reconocimiento sanitario, primera intervención sanitaria, y de reanimación cardiopulmonar (RCP) en caso de ser necesaria. Asimismo, puede realizar operaciones de transporte de la víctima hasta el centro hospitalario y prestar una atención médica profesional (médicine d'urgence et de réanimation en francés) siempre y cuando se encuentre a bordo, al menos, un médico o un enfermero (que puede ser del SAMU o un bombero del SSSM) que porte encima su material de soporte vital avanzado o intermedio, puesto que los VSAV no lo llevan (son de soporte vital básico).
El vehículo se compone de una cabina, que permite llevar hasta 3 personas a bordo:
- el conductor-bombero,
- un jefe de aparato,
- y otro bombero.

Asimismo, tiene una célula sanitaria que permite un solo herido y varios miembros del personal dentro. Todos los bomberos que están en dotación en estas unidades tienen que ser, al menos, titulares de lo que en Francia se denomina SAP 1, que es una titulación en soporte vital básico y primeros auxilios. El jefe de aparato de cada unidad debe de ser titular del SAP 2, una titulación de asistencia sanitaria algo más avanzada. El VSAV porta, en ocasiones, un enfermero-bombero, que puede medicalizar la unidad si es requerido. 
Existen además algunos VSAV compuestos por una tripulación de:
- médico-bombero,
- enfermero-bombero,
- y bombero-conductor

Así como de material de soporte vital avanzado, que permiten la medicalización del paciente. Estos vehículos son denominados ambulancia de reanimación (ambulance de réanimation en francés) y solo están presentes de forma permanente en algunos servicios de bomberos departamentales y fundamentalmente en Marsella y en uso por la Brigada de Bomberos de París.

## Marco normativo
Las características del vehículo de socorro y asistencia a víctimas están definidas por la norma NF EN 1789. La señalización complementaria lo está por la norma NF S 61-503, publicada en abril de 2011.

### Reglas de prioridad

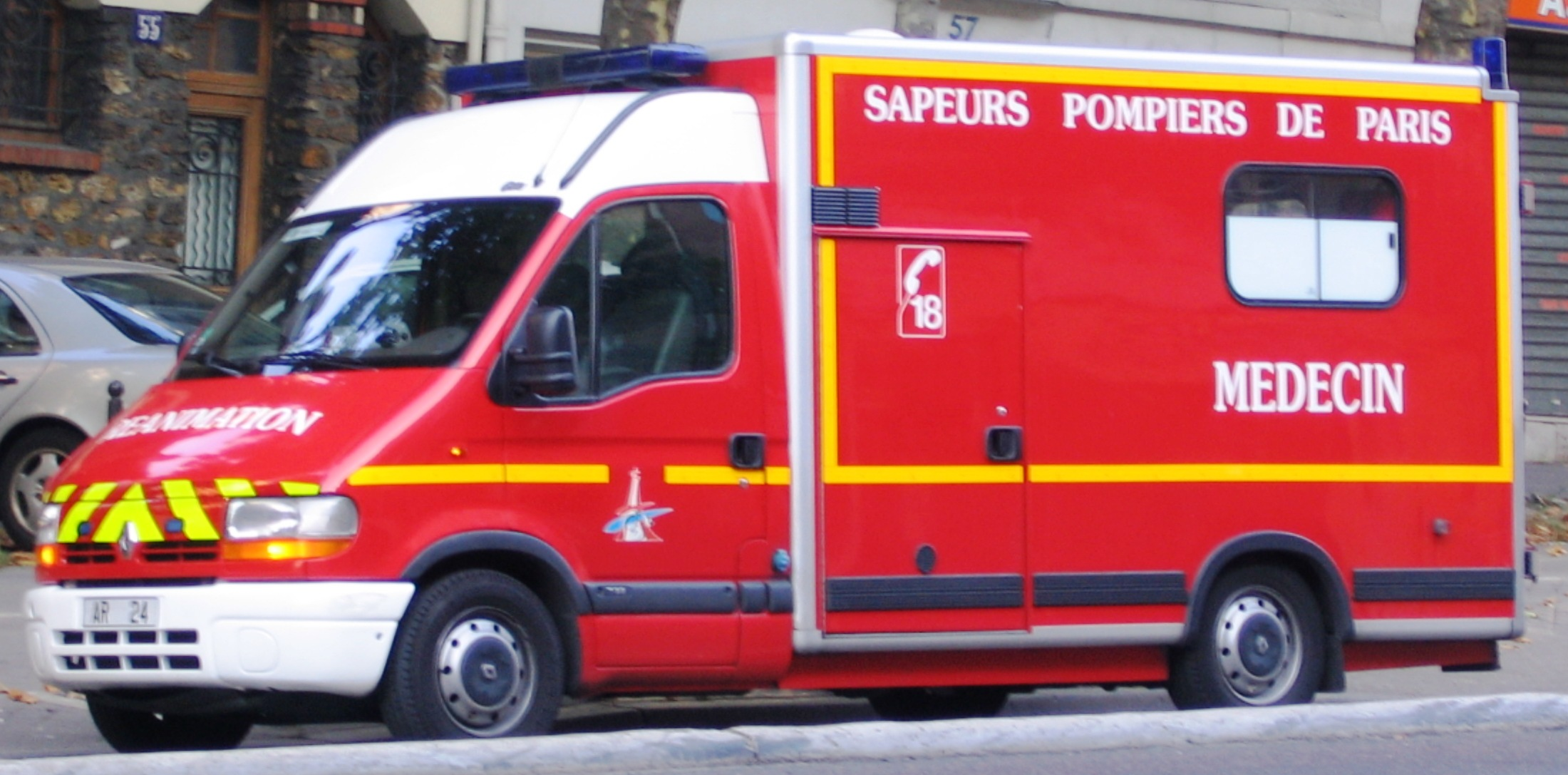
VSAV medicalizada permanentemente de la BSPP

Como vehículo perteneciente a los servicios de incendio y de socorro (SDIS en francés), es un vehículo de interés general prioritario. Dispone, por tanto, como los vehículos prioritarios en España, de señales luminosas especiales (de color azul y ámbar en el caso de las señales redirrecionales traseras) y de señales especiales acústicas, usando en Francia, por lo general, una sirena de dos tonos.
Asimismo, de igual forma que en España y en la inmensa mayoría del mundo, todos los usuarios de la vía están obligados a ceder el paso de la forma más rápida y segura a estas unidades siempre y cuando vayan en servicio urgente avisado con las señales luminosas y acústicas especiales, o solamente las luminosas especiales aisladas en función de la situación concreta. Las sanciones francesas por el incumplimiento de esta norma van desde la multa (de cuarta clase dentro del derecho francés) hasta la incursión en un delito si se obstaculiza a los servicios de emergencia de forma consciente y voluntaria (Artículo 223-5 del Código Penal francés).

## Costes y desarrollo
El coste de un VSAV varía entre los 65000 y 75000 euros, dependiendo de si son tipo furgón o de tipo modular. A esto se añade el coste de los equipos y materiales sanitarios, de aproximadamente 15000 euros; lo que hace un total de 90000 euros aproximadamente.

## Galería
|                 |
| VSAV de la BSPP |

|                                      |
| VSAV en servicio urgente en Mussidan |

|                           |
| VSAV de la BSPP por París |

|                                                 |
| Bomberos de dotación de un VSAV en intervención |

|                                                                                              |
| VSAV del Service départemental d'incendie et de secours du Bas-Rhin (SDIS 67) en Estrasburgo |